# 多田作兵衛
多田 作兵衛（ただ さくべえ、1843年10月17日（天保14年9月24日） - 1920年（大正9年）1月4日）は、明治期の政治家。衆議院議員。

## 生涯
筑前国夜須郡森山村字松林（現福岡県朝倉郡筑前町森山）で庄屋・多田吉次、キラの長男として生まれる。和漢学を修める。
明治2年（1869年）庄屋となり、以後、副戸長、上座下座夜須郡書記を歴任。1878年12月、福岡県会議員に当選。県政の革新に尽力し、自由民権運動に加わった。
1894年3月、第3回衆議院議員総選挙で福岡県第二区から出馬し当選。以後、第9回総選挙まで連続6回の当選を果たし、衆議院議員を連続七期務めた。この間、自由党、憲政党、立憲政友会に所属し、田畑地価修正、京都帝国大学福岡医科大学及び工科大学の設立などの教育施設の整備などに尽力した。
また、農業の保護政策の拡充を主張し、農業保護奨励予算の獲得、農会法の改正による帝国農会の設立、産米改良などの推進に努めた。

## 親族
- 甥 多田勇雄（実業家、衆議院議員、玄洋社社員）[6]